# عداء المتاهة
عداء المتاهة هو كتاب خيال علمي من تأليف جيمس داشنر نشرت في 6 أكتوبر 2009.تم تحويل الكتاب إلى فيلم من بطولة ديلن أوبراين.